# Philippe Lichtenstein
Pour les articles homonymes, voir Lichtenstein.
Philippe Lichtenstein, né le 27 juin 1831 à Nogent-sur-Vernisson (Loiret) et mort le 24 novembre 1892 à Paris, est un colonel français, officier d'ordonnance du Président de la République française sous Jules Grévy et Sadi Carnot.

## Biographie
Philippe, Émile, Louis naît le 27 juin 1831 à Nogent-sur-Vernisson dans le département du Loiret sous la Monarchie de Juillet dans le Royaume de France.
Il est le fils d’Émile-Philippe-Louis-Alexandre Lichtenstein (1791-1855), officier des hussards de la Grande Armée, aide de camp du général Bertrand et chevalier de la Légion d'honneur. Ses grands-parents paternels sont le prince allemand Joseph-Louis-Philippe de Lichtenstein et la comédienne Marie-Émilie Contat (1770-1846), sœur de la comédienne Louise Contat.
Engagé volontaire en 1852 dans le 5e régiment de dragons, Philippe Lichtenstein le quitte avec le grade de sous-lieutenant en 1858 pour rejoindre le 1er régiment de dragons, où son frère Jean Lichtenstein (1836-1868) sert également. Le 22 janvier 1863, alors qu'il est en garnison à Cambrai (Nord), il y épouse Amélie-Marie-Hyppolite Mallet de Chauny (1842-1886), fille du capitaine d'infanterie Amédée-Charles-Joseph Mallet de Chauny (1804-1869).

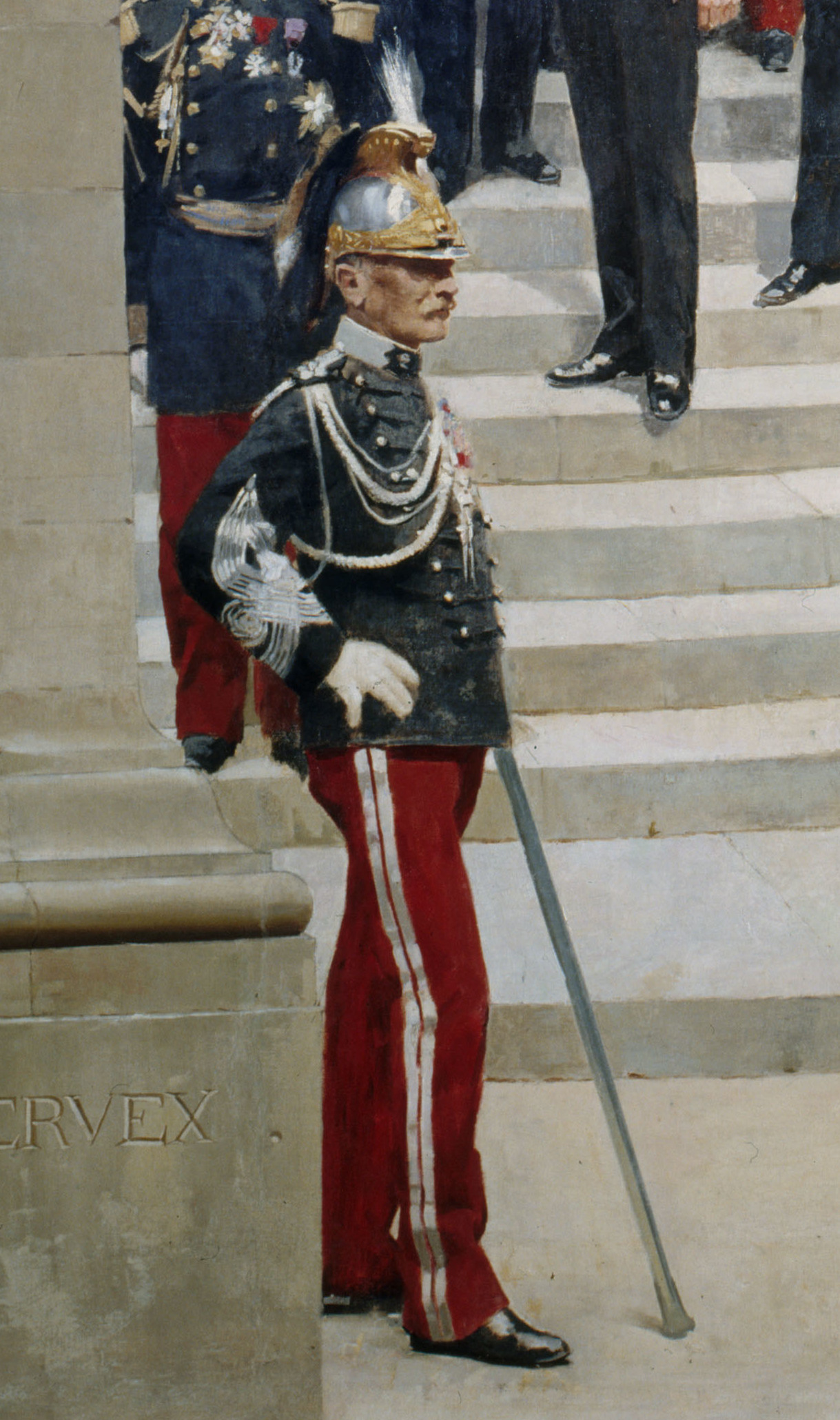
Détail d'un fragment du panorama de L'Histoire du siècle par Henri Gervex et Alfred Stevens (1889).

Promu lieutenant (1865) puis capitaine (1870), il appartient à l'armée du Rhin à partir du 23 juillet 1870, lors de la Guerre franco-allemande. Le 28 octobre, il est fait prisonnier de guerre lors de la capitulation de Metz et ne rentre de captivité que le 9 avril 1871. Ses faits d'armes, notamment pendant la bataille de Rezonville, lui valent la croix de chevalier de la Légion d'honneur, ordre dans lequel il sera promu officier le 14 juillet 1880 puis commandeur le 3 juin 1891,.
Nommé chef d'escadron au 2e régiment de cuirassiers par décret du 18 février 1878, c'est sur la recommandation du président de la chambre des députés, Léon Gambetta, qu'il est choisi le 4 mars 1879 pour être attaché à la maison militaire du président Jules Grévy, alors dirigée par le général François Pittié. C'est à ce poste qu'il est élevé aux grades de lieutenant-colonel par décret du 8 juin 1882 et de colonel par décret du 28 octobre  1885.
À l'époque du scandale des décorations, le colonel Lichtenstein demande sa retraite. La veille de la démission du président Grévy, il obtient ainsi une place de receveur-percepteur dans le VIIIe arrondissement de Paris. Cependant, le nouveau président, Sadi Carnot, le reprend à son service. Il y reste jusqu'en juin 1891 puis fait valoir ses droits à la retraite.
Collectionneur d'armes, il fait don de nombreuses pièces au musée d'artillerie des Invalides, dont les sabres de son père et la cuirasse du carabinier Fauveau.
Atteint d'une maladie du foie, le colonel Lichtenstein meurt le 24 novembre 1892, sous la Troisième République, en son domicile parisien du no 6 de la rue Goethe. Ses obsèques sont célébrées en l'église Saint-Pierre-de-Chaillot, dans le XVIe arrondissement de Paris, en présence de nombreux officiels,. Son corps est ensuite transporté à Tours (Indre-et-Loire) pour y être inhumé aux côtés de sa mère Mélanie-Louise-Jeanne-Alphonse Lichtenstein, née Lodibert.

## Décoration
- Commandeur de la Légion d'honneur par décret du 3 juin 1891 sur le contingent du ministère de la Guerre[19]
  - officier le 12 juillet 1880[19]
  - chevalier en 1870[19]